# Montmagny (Val-d’Oise)
Montmagny egy község Franciaországban. Lakosainak száma 14 632 fő (2022. január 1.).

## Földrajza
Montmagny Groslay, Épinay-sur-Seine, Villetaneuse, Deuil-la-Barre, Sarcelles és Saint-Denis községekkel határos.